# Anthony John Arkell
Pour les articles homonymes, voir Arkell.
Anthony John Arkell (29 juillet 1898 – 26 février 1980), connu sous le nom de A. J. Arkell, est un archéologue et administrateur colonial britannique ayant travaillé au Soudan et en Égypte.

## Biographie
Arkell est né à Hinxhill, dans le Kent, en Angleterre. Il a servi dans les Royal Flying Corps et la Royal Air Force durant la Première Guerre mondiale avant de rejoindre le Service politique du Soudan en 1920. Ancien fonctionnaire du gouvernement colonial britannique, Arkell a mené différentes campagnes de recherche qui lui ont notamment permis de montrer l'existence d'une activité métallurgique massive à Méroé, qu'il surnomma « le Birmingham d'Afrique » et l'importance de la culture pré-dynastique égyptienne, en particulier du Badarien.
Arkell a contribué à mettre un terme au commerce des esclaves entre le Soudan et l'Éthiopie et à installer des villages pour les esclaves libérés, qui se nommèrent eux-mêmes « les enfants d'Arkell ».
En 1938, il est nommé commissaire à l'archéologie et à l'anthropologie et entreprend une série de fouilles qui révèlent pour la première fois des informations sur la Préhistoire soudanaise.
En 1948, il devient conservateur de la collection Flinders Petrie d'antiquités égyptiennes et professeur d'égyptologie au University College de l'Université de Londres, où il fait l'inventaire de la collection et écrit Histoire du Soudan (1955).
Arkell a pris sa retraite en 1963 et a été ordonné ministre. Il meurt à Chelmsford à l'âge de 81 ans.

## Arkell et l'afrocentrisme
Les travaux d'Arkell ont récemment connu un regain d'attention dans le cadre du débat sur l'afrocentrisme. Certains auteurs ont critiqué les conclusions d'Arkell, affirmant qu'il a divisé les zones soudaniennes en des populations vaguement définies comprenant une race « brune » supérieure (arabe ou sémitique) et des races « noires », et qu'il a soutenu que les progrès parmi les aborigènes noirs était dus à une égyptianisation plutôt qu'à un développement indépendant. D'autres renvoient cependant aux travaux d'Arkell pour apporter des preuves contre ce qu'ils considèrent comme des hypothèses racistes sur l'Afrique, à savoir que tout développement culturel ou technologique significatif est dû à l'influence extérieure d'envahisseurs caucasoïdes ou de migrants .

## Sources et liens externes
- (en) Cet article est partiellement ou en totalité issu de l’article de Wikipédia en anglais intitulé « A. J. Arkell » (voir la liste des auteurs).
- article de la School of Oriental and African Studies

- Ressource relative aux beaux-arts :   - British Museum
- Notice dans un dictionnaire ou une encyclopédie généraliste :   - Britannica
- Notices d'autorité :   - VIAF
  - ISNI
  - BnF (données)
  - IdRef
  - LCCN
  - GND
  - Italie
  - CiNii
  - Belgique
  - Pays-Bas
  - Israël
  - NUKAT
  - Catalogne
  - Vatican
  - Australie
  - Norvège
  - WorldCat